# Saint-Berthevin
Saint-Berthevin – miejscowość i gmina we Francji, w regionie Kraj Loary, w departamencie Mayenne.
Według danych na rok 1990 gminę zamieszkiwały 6382 osoby, a gęstość zaludnienia wynosiła 199 osób/km² (wśród 1504 gmin Kraju Loary Saint-Berthevin plasuje się na 55. miejscu pod względem liczby ludności, natomiast pod względem powierzchni na miejscu 252.).